# Andrzej Zamilski
Andrzej Marian Zamilski (ur. 9 lipca 1945 roku w Opatowie) – polski trener piłkarski.

## Wykształcenie
Absolwent Akademii Wychowania Fizycznego w Warszawie (1969). Trener klasy mistrzowskiej i UEFA Pro Licence.

## Kariera trenerska
Od początku pracy szkoleniowej związany z klubami z Warszawy: AZS AWF, Marymontem, Polonią, Hutnikiem, Polonezem, RKS Błonie. Pracował także w Warszawskim Okręgowym Związku Piłki Nożnej, gdzie prowadził reprezentację województwa warszawskiego.
Od 1990 do 2011 roku Zamilski był zawodowo związany z PZPN jako trener polskich drużyn narodowych, gdzie z sukcesami prowadził reprezentacje juniorskie (mistrzostwo Europy, IV miejsce na świecie) i młodzieżowe.
W latach 2000–2002 Zamilski znajdował się w sztabie trenerskim reprezentacji Polski prowadzonej przez Jerzego Engela, a od 2008 do kwietnia 2009 roku w sztabie reprezentacyjnym pod wodzą Leo Beenhakkera.

## Sukcesy trenerskie

### Polonia Warszawa
- awans do drugiej ligi: 1974

### Reprezentacja Polski U-16
- Mistrzostwo Europy: 1993 (rocznik 1976/77)

### Reprezentacja Polski U-17
- IV miejsce na Mistrzostwach Świata: 1993 (rocznik 1976/77)
- awans do mistrzostw Europy: 1995 (rocznik 1978/79) → miejsce 9-16
- awans do mistrzostw Europy: 2002 (rocznik 1985) → miejsce 9-16

### Reprezentacja Polski U-19
- awans do mistrzostw Europy: 2004 (rocznik 1985) → miejsce 7-8

## Nagrody i wyróżnienia
- Srebrny Krzyż Zasługi: 1999[1]
- Trener roku według tygodnika „Piłka nożna”: 1993
- Drużyna roku według „Przeglądu sportowego”: 1993